# Province du Khorassan-e Razavi
Pour les articles homonymes, voir Razavi.
Le Khorassan-e Razavi (en persan : خراسان رضوی / Xorâsân-e Razavi) est une des 31 provinces d'Iran. Elle est située dans le nord-est du pays. Machhad est la capitale de la province.
Les autres villes importantes de la province sont : Ghoutchan, Dargaz, Tchenaran, Sarakhs, Fariman, Torbat-e Djam, Torbat-e Heydarieh, Taybad, Khaf et Rachtkhvar, Kachmar, Bardaskan, Nichapour, Sabzevar, Gonabad, Kalat et Khalil Abad.
Le Khorassan-e Razavi est une des trois provinces créées après la division du Khorassan en 2004. Le nom de Razavi vient de la présence à Machhad du tombeau de l'imam Reza. Les deux autres provinces sont le Khorassan septentrional et le Khorassan méridional.

## Histoire

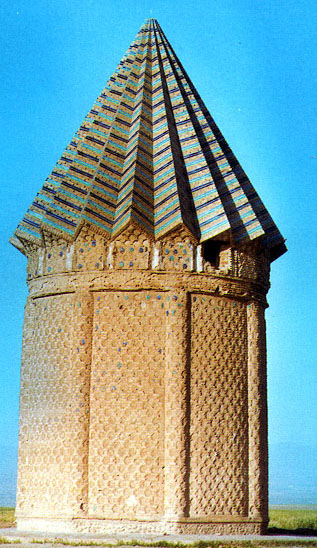
Tombe Akhangan, où est enterrée Gohar-Taj, sœur de Goharshad. L'architecture est un exemple de ce qui se faisait à l'ère timouride en Perse.

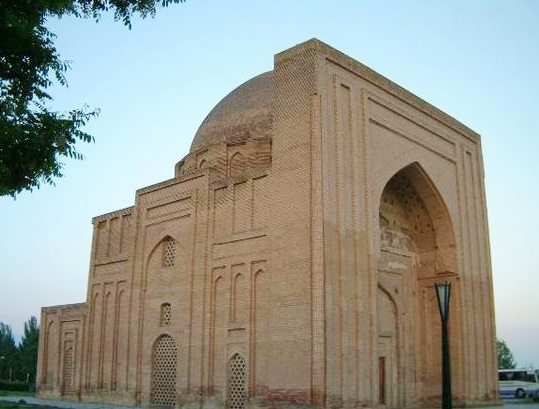
Tombe Harouniyeh, nommée d'après Haroun ar-Rachid. La structure actuelle a probablement été bâtie au XIII. Le grand cheikh soufi l'imam Al-Ghazali est aussi enterré ici.

Le Grand Khorasan a vécu l’ascension et la chute de nombreuses dynasties et gouvernements sur son territoire au cours de l’histoire. De nombreuses tribus arabes, turques, mongoles, turkmènes et afghanes ont amené des changements dans la région chacune en leur temps.
Les anciens géographes d’Iran ("Iran-Shahr") divisèrent le pays en huit segments, parmi lesquels le plus florissant et le plus grand était le territoire du Khorassan. Esfarayen, parmi d’autres villes du pays, était un des points de résidence centraux pour les tribus aryennes après qu’elle fut entrée en Iran.
Le fameux empire parthe était basé à Merv, Khorassan pendant de nombreuses années. Aux temps des Parthes arsacides, Esfarayen était un des villages les plus importants du Neyshapour.
Durant la dynastie sassanide, la province était gouvernée par un Espahbod (lieutenant général) appelé "Padgoosban" et par quatre margraves, chacun commandant une des quatre parties de la province.
Le Khorassan était divisé en quatre parties lors de la conquête islamique de l'Iran et chaque partie était nommée d’après les quatre grandes cités, Neyshabour, Merv, Hérat, et Balkh.
En l’an 651, l’armée des Arabes musulmans envahit le Khorassan. Le territoire est resté dans les mains du clan abbasside jusqu’en 820, suivi par le règne du clan iranien Taheride jusqu’en 896 puis de la dynastie samanide jusqu’en 900. 
Sultan Mohmud Qaznavi (Mahmûd de Ghaznî) a conquis le Khorassan en 994 et en l’an 1037 Toghrul-Beg, le premier des Seldjoukides a conquis Neyshabour.
Mahmud Qaznavi a résisté contre les envahisseurs plusieurs fois, et finalement, les Turcs Ghaznavides ont été battus par Sultan Sanjar. Mais l’histoire des conquêtes n’était pas finie, puisqu’en 1157, le Khorasan a été conquis par les Khwarazmides et à cause d’attaques menées simultanément par les mongols, le Khorassan a été annexé aux territoires de l’Ilkhanat Mongol.
Au XIVe siècle, le mouvement Sardebaran a déclaré l’indépendance du Khorasan à Sabzevar et, vers 1360, le Khorasan est tombé entre les mains de Amisr Teimoor Goorkani (Tamerlan). La ville de Hérat est devenue la capitale de son fils Shah Rukh (r) puis de son descendant Husayn Bayqara (r), le mécène du grand peintre minaturiste Behzad. 
En 1507, le Khorasan a été occupé par des tribus ouzbèkes. Après la mort de Nader Chah Afchar en 1747, le Khorasan a été occupé par les Afghans. 
Durant la période Qajare, la Grande-Bretagne a soutenu les Afghans afin de protéger la Compagnie des Indes orientales. Hérat a donc été séparée de la Perse et Nassereddine Chah a été incapable de battre les britanniques afin de reprendre Hérat. Finalement, le traité de Paris a été conclu en 1903, et l’Iran s’est vu interdire de faire valoir ses droits vis-à-vis des britanniques sur Hérat et les autres territoires de ce qui est aujourd’hui l’Afghanistan.
Finalement, le Khorassan a été divisé en deux parties : la partie orientale, qui était la région la plus densément peuplée et qui est tombée sous protection britannique, et la partie occidentale, qui est restée sous occupation de l’Iran.
Le Khorasan était la plus grande province d’Iran jusqu’à ce qu’elle soit divisée en trois provinces le 29 septembre 2004. Les provinces créées avec l’approbation du parlement d’Iran (le 18 mai 2004) et par le Conseil des Gardiens (le 29 mai 2004) étaient le Khorassan-e Razavi, le Khorassan septentrional et le Khorassan méridional.

## Khorassan-e Razavi aujourd'hui

Carte des préfectures du Khorassan-e Razavi.

Les groupes ethniques les plus importants de la province sont principalement les Kurdes, les Perses, les Turcs du Khorassan, et les Turkmènes. Il y a aussi une importante communauté afghane dans la province, due à des afflux massifs de réfugiés d’Afghanistan ces dernières années.

### Attractions

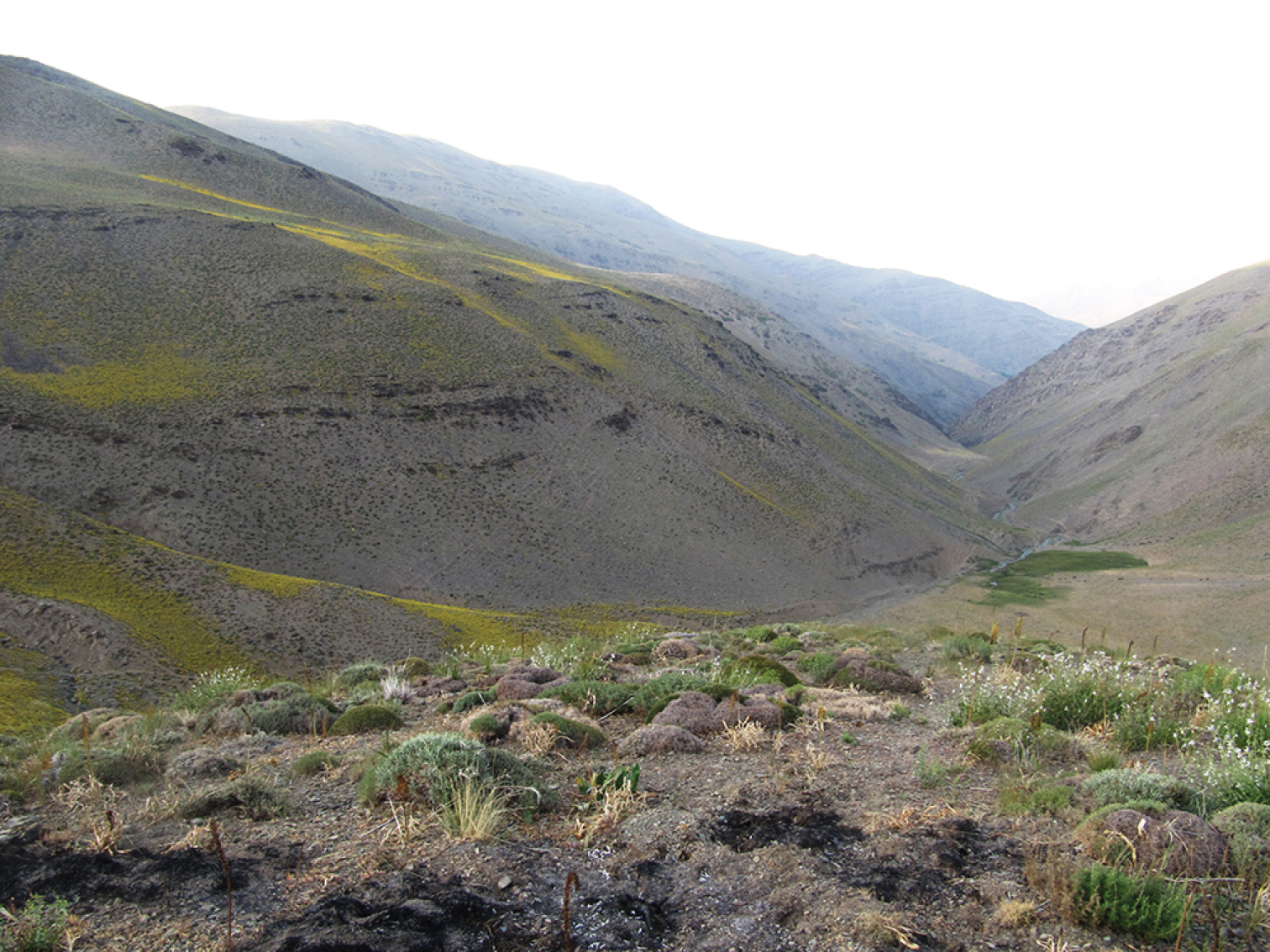
Paysage au Mont Binaloud, le plus haut sommet de Khorassan-e Razavi.

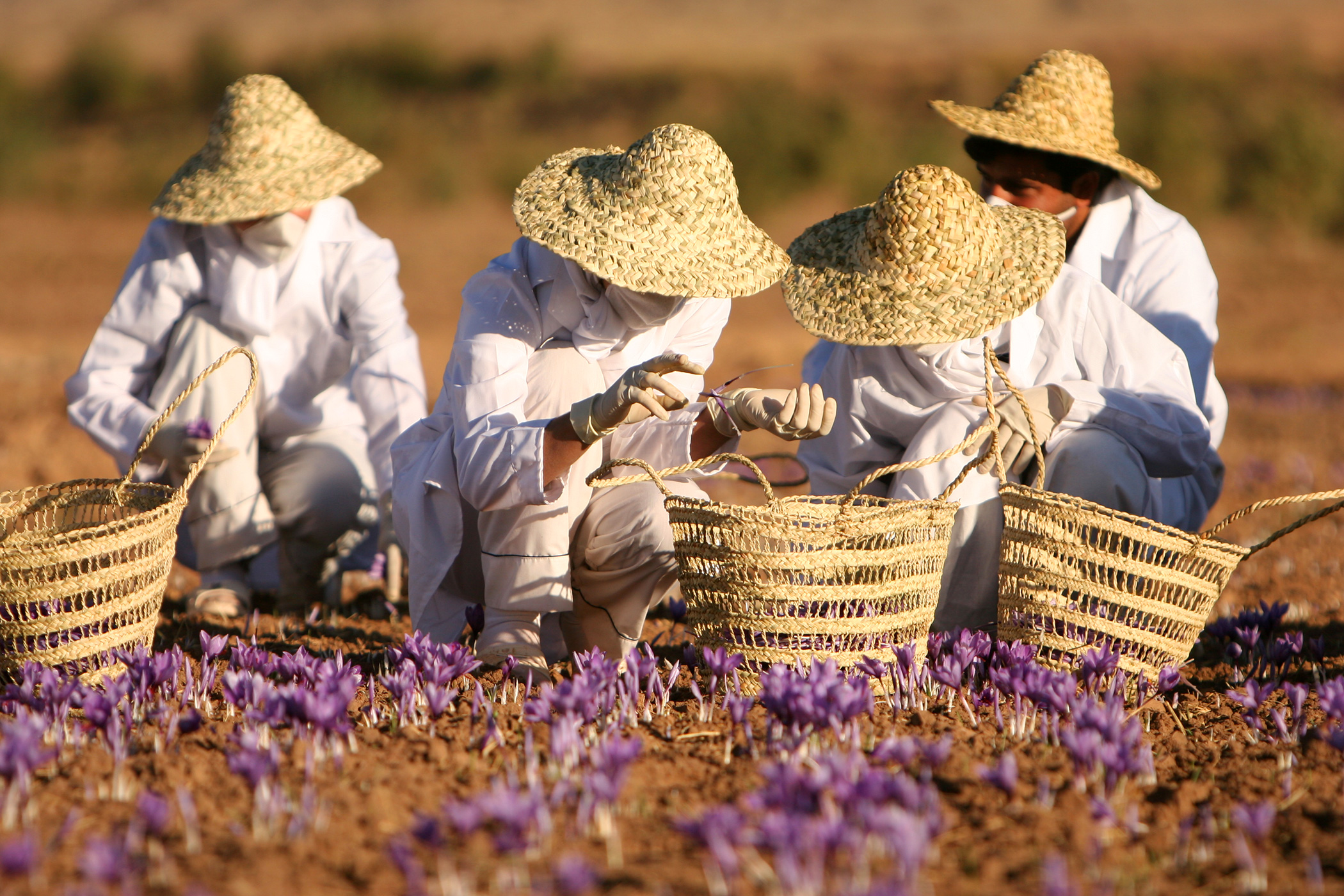
Cueilleurs de safran dans la province du Khorassan-e Razavi, en Iran.

La province contient de nombreuses attractions historiques et naturelles, comme des sources d’eau minérale, de petits lacs, des aires récréatives, des grottes et des régions protégées et plusieurs endroits favorables à la randonnée.
En plus de ces attractions, le Khorassan-e Razavi possède de nombreux monuments religieux et lieux de pèlerinage, dont le mausolée de l'Imam Reza, la mosquée Goharshad, la madrassa Haj Sultan Al-Ulama, l'imamzadeh Seyed Morteza et beaucoup d'autres mausolées et Imamzadehs qui attirent les visiteurs de la province.
L’Organisation de l’héritage culturel de l’Iran liste 1179 sites d’importance historique et culturelle dans les trois provinces du Khorassan.
Les attractions les plus populaires du Khorassan du nord sont :
- Tous, où est enterré Ferdowsi, le Homère de la Perse.
- Neyshabour, où sont enterrés Attar, Omar Khayyam, et Kamal-ol-molk.
- Mosquée Goharshad
- Mausolée de l'imam Reza
- Khaneh Khorshid
- Shandiz
- Torghabeh
- Tombe de Nader Chah Afshar
- Tour Akhangan (Akhanjan)
- Dôme Harouniyeh, où le célèbre mystique Imam Mohammad Al-Ghazali est enterré.
- Citadelle de Tous
- Lac Bazangan,
- Kooh Sangi
- Akhlamad
- Band-e-Golestan (Barrage Golestan)
- Jaghargh
- Zoshk
- Noghondar
- Kardeh Dam
- Parcs Vakilabad et Mellat
- Grottes Zari, Hendelabad, Mozdouran, Moghan et Kardeh.
- Château Robat Sharaf
- Tombes de Khadjeh Abassalt, Khadjeh Morad, Ravi (célèbres gnostiques iraniens) et mausolée de Sultan Mahmoud Ghaznavi.
- Mausolées de Yahya et Khadjeh Rabi
- Dôme Sabz (vert).

### Universités
1. Université de sciences médicales de Gonabad
2. Université islamique libre de Gonabad
3. Université Ferdowsi de Mashhad
4. Université de sciences médicales de Mashhad
5. « Université islamique libre de Mashad »(Archive.org • Wikiwix • Archive.is • Google • Que faire ?)
6. Université de sciences médicales de Sabzevar
7. « Université de formation des maîtres de Sabzevar »(Archive.org • Wikiwix • Archive.is • Google • Que faire ?)
8. Université Islamique Libre de Torbat e Jam
9. Université islamique libre de Sabzevar
10. Université Islamique Libre de Neishabur
11. Université Islamique Libre de Ghoochan
12. Université Islamique Libre de Torbat Heidariyeh
13. Université de sciences pratiques et appliquées, Khorasan
14. Université Imam Reza
15. Institut d'études supérieures de Sadjad